# 2 Pułk Lotnictwa Myśliwskiego im. Ludowych Partyzantów Ziemi Krakowskiej

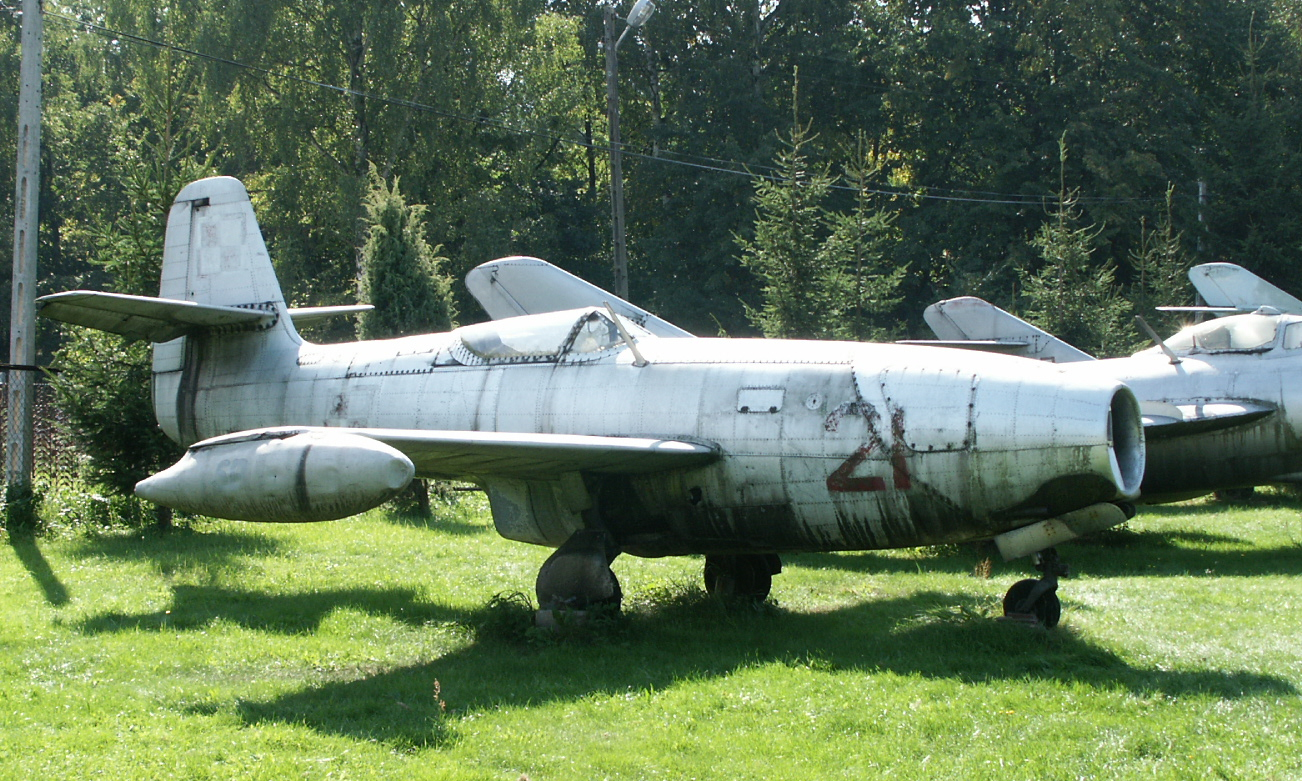
Jak-23

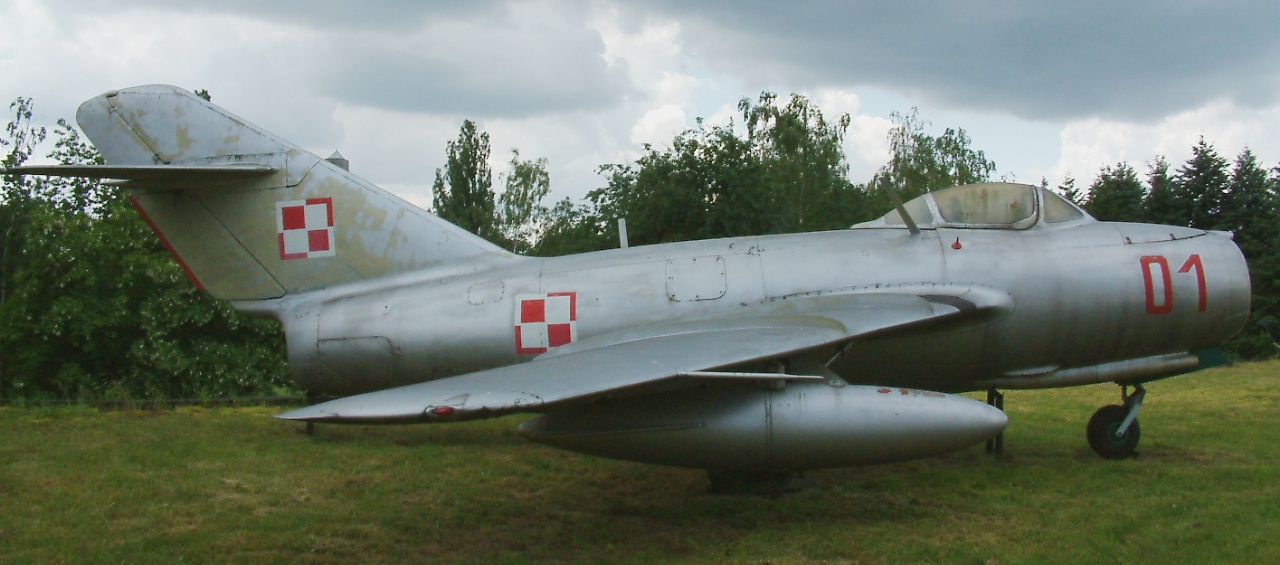
MiG-15

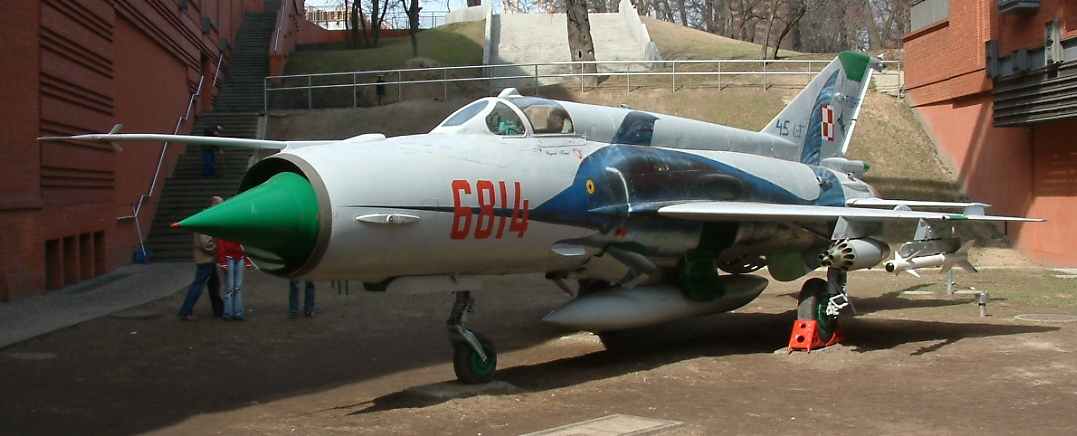
MiG-21

2 Pułk Lotnictwa Myśliwskiego OPK im. Ludowych Partyzantów Ziemi Krakowskiej (2 plm OPK) – oddział lotnictwa myśliwskiego ludowego Wojska Polskiego.

## Formowanie i zmiany organizacyjne
W styczniu 1946 roku 10 Myśliwski Pułk Lotniczy został przeformowany na nowy etat nr 6/41 o stanie 236 wojskowych i 1 pracownika kontraktowego i przemianowany na 2 Pułk Lotnictwa Myśliwskiego.
Pułk stacjonował w Rakowicach koło Krakowa i wchodził w skład 1 Myśliwskiej Dywizji Lotniczej. Od 30 października 1946 roku stał się samodzielnym pułkiem myśliwskim.
W 1951 roku 2 pułk lotnictwa myśliwskiego został włączony w skład nowo formowanej 7 Dywizji Lotnictwa Myśliwskiego OPL.
W roku 1957 2 pułk lotnictwa myśliwskiego OPL został włączony w skład 1 Korpusu Obrony Przeciwlotniczej Obszaru Kraju. 
W czerwcu 1962 roku pułk otrzymał imię Ludowych Partyzantów Ziemi Krakowskiej, a w jego nazwie człon „OPL” został zastąpiony „OPK”
W 1963 roku 2 plm OPK został przebazowany na lotnisko w Łasku.
W 1967 pułkowi przywrócono pierwotną numerację - 10. Jego pełna nazwa brzmiała: 10 pułk lotnictwa myśliwskiego OPK im. Ludowych Partyzantów Ziemi Krakowskiej.
W 1991 pułk został pozbawiony nazwy wyróżniającej.
W 1996 roku 10 Pułk Lotnictwa Myśliwskiego został podporządkowany 3 Korpusowi Obrony Powietrznej. 
W 2000 roku 10 Pułk Lotnictwa Myśliwskiego został rozformowany.

## Odznaka pułkowa
Odznakę o wymiarach 55x39 mm stanowi owalny srebrny wieniec laurowy z wkomponowaną u góry okrągłą tarczą z cyfrą  10 na białym tle, a u dołu biało-czerwoną szachownicą. W dolnej części wieniec otoczony białą emaliowaną wstęgą, z napisem PUŁK LOTNICTWA MYŚLIWSKIEGO.
Na odznakę nałożony srebrny orzeł lądujący na szachownicę z wieńcem laurowym w dziobie. Odznakę zaprojektował Wiesław Turowiecki.

## Dowódcy pułku
Wykaz dowódców pułków podano za: Józef Zieliński [red.]: Polskie lotnictwo wojskowe 1945-2010. s. 115.
- ppłk pil. Wasyl Bystrow 1946
- ppłk pil. Edward Chromy 1947 - 1951
- ppłk pil. Tadeusz Olędzki 1952 -1953
- ppłk pił. Andrzej Rybacki 1953 -1954
- ppłk pil. Henryk Rzemieniecki 1955 -1961
- ppłk pil. Albin Daniłowicz 1961 -1963
- ppłk pil. Janusz Kowalski 1963 -1966
- ppłk pil. Józef Radoń	1966 -1972
- ppłk pil. Maciej Brzeziński 1972-1978
- ppłk pil. Zbigniew Dubiński 1978-1980
- płk pil. Władysław Dąbkowski 1980-1985
- ppłk pil. Marek Ciszewski 1986-1989
- ppłk pil. Stanisław Kohden 1989-1992
- ppłk pil. Waldemar Stajniak 1992-1996
- mjr pil. Jan Śliwka 1996-1999
- mjr pil. Dariusz Pacek 1999-2000

## Przeformowania
10 Myśliwski Pułk Lotniczy (1944-1946)→ 2 Pułk Lotnictwa Myśliwskiego (1946-1967)→ 10 Pułk Lotnictwa Myśliwskiego (1967-2000).